# كارمن لوفانا
كارمن لوفانا (بالإنجليزية: Carmen Luvana)‏ ولدت في 23 أغسطس 1981 هي ممثلة إباحية أمريكية متقاعدة.

## النشأة
ولدت كارمن لوفانا في بروكلين، نيويورك في 23 أغسطس عام 1981. انتقلت عائلتها إلى بورتوريكو عندما كانت في الخامسة من العمر.

## المسيرة المهنية
انتقلت كارمن إلى ميامي في فلوريدا في سن الثامنة عشر ثم بدأت العمل هناك كراقصة في نوادي التعري الليلية.
دخلت لوفانا عالم الإباحية في عام 2001 ولم تكن تتجاوز آنذاك التسعة عشر سنة؛ أول ظهور لها كان في فيلم المبتدئون الأكثر قذرة #211؛ قبل أن توقع عقدا مع شركة ديجيتال سين/نيو سينسايشن.
صرَّحت لوفانا من قبل أنه لم يسبق لها وأن مارست جنسا شرجيا مباشرة على الكاميرا لأن ذلك لم يكن يُريحها لكن عندما مارسته في حياتها الشخصية أُعحبت بتأثيره فقررت تصوير مشاهد وأفلام تظهر فيها وهي تُجَامَعُ من قبل رجل في شرجها.
في كانون الأول/ديسمبر 2007 أعلنت لوفانا أن عام 2008 سيكون آخر عام لها في مجال أفلام الكبار؛ حيث صرَّحت موضحة: «لا أريد أن أبقى معروفة كفتاة الجماهير [تقصد عاهرة]، لقد تعبت من رؤية تلك الفيديوهات وطريق هذه الصناعة طويل جدا لا يُمكنني أن أستحمله.»

## الحياة الشخصية
سبق للوفانا أن أكدت على أنها ازدواجية الميول الجنسية وليس لها مشكل في ممارسة الجنس سواء مع شاب أو مع فتاة من نفس جنسها.

## الجوائز
- جائزة أفضل نجمة جديدة في فيلم آدم عام 2003[9]
- جائزة اكس روكو كأفضل نجمة جديدة في عالم الإباحية[10]
- جائزة الأفلام الليلية كأفضل نجمة جديدة عام 2003[11]
- جائزة XRCO كأفضل فتاة في مشهد إباحي في عام 2004 (مع جينا جيمسون)[12]
- جائزة الأفلام الليلية كأفضل ممثلة في عام 2005
- جائزة F. A. M. E. كأفضل مشهد إباحي باستعمال الفم عام 2006[13]
- جائزة الأفلام الليلية (NightMoves) كأشهر ممثلة في عالم الإباحة عام 2008[14]

## وصلات خارجية
كارمن لوفانا على موقع IMDb (الإنجليزية)
- كارمن لوفانا على موقع قاعدة بيانات الفيلم (الإنجليزية)
- كارمن لوفانا على موقع كينوبويسك (الروسية)